# Продуктивность (нефтедобыча)
Продуктивность — коэффициент, характеризующий возможности пласта по флюидоотдаче
По определению коэффициент продуктивности — это отношение дебита скважины к депрессии:

{\displaystyle \eta ={\frac {Q}{\Delta P}}}

где {\displaystyle \eta } — коэффициент продуктивности [м³/(с*Па)],
{\displaystyle Q} — дебит скважины [м³/сек],
{\displaystyle \Delta P=P_{k}-P_{c}} — депрессия [Па],

{\displaystyle P_{k}} — пластовое давление (на контуре питания) замеряется в остановленной скважине [Па],

{\displaystyle P_{c}} — забойное давление (на стенке скважины) замеряется в работающей скважине [Па].

## Продуктивность по нефти
Коэффициент продуктивности определяется по результатам гидродинамических исследований и эксплуатации скважин.
Используя замеры на квазистационарных режимах (установившихся отборах), получают индикаторные диаграммы (ИД), представляющие собой зависимость дебита от депрессии или забойного давления.
По наклону индикаторной линии определяют фактическую продуктивность нефтяной скважины.

## Продуктивность по газу
Зависимость дебита газовых скважин от депрессии существенно нелинейна вследствие значительной сжимаемости газа. Поэтому при газодинамических исследованиях вместо коэффициента продуктивности определяют фильтрационные коэффициенты {\displaystyle a} и {\displaystyle b} по квадратичному уравнению:

{\displaystyle P_{k}^{2}-P_{c}^{2}=aQ+bQ^{2}}
При малых депрессиях приблизительно коэффициент продуктивности {\displaystyle \eta } по газу связан с фильтрационным коэффициентом {\displaystyle a} соотношением:

{\displaystyle \eta ={\frac {2P_{k}}{a}}}

## Уравнение Дюпюи
Уравнение Дюпюи является интегральной формой закона Дарси для случая
плоскорадиального установившегося потока несжимаемой жидкости к вертикальной скважине.
Уравнение Дюпюи связывает продуктивные характеристики скважины (дебит, продуктивность)
и фильтрационные свойств пласта (гидропроводность, проницаемость).

### Потенциальная продуктивность и гидропроводность
По уравнению Дюпюи потенциальная продуктивность скважины связана с гидропроводностью выражением:

{\displaystyle \eta _{0}={\frac {kh}{\mu B}}\cdot {\frac {2\pi }{\mathrm {ln} \left({\frac {R_{k}}{r_{c}}}\right)}}}

где {\displaystyle \eta _{0}} — потенциальная продуктивность [м3/сек/Па], которая может быть получена от совершенной скважины (при отсутствии скин-фактора),

{\displaystyle {\frac {kh}{\mu }}} — коэффициент гидропроводности пласта
({\displaystyle k} — проницаемость горной породы [м2], {\displaystyle h} — эффективная толщина коллектора [м], {\displaystyle \mu } - динамическая вязкость жидкости [Па*с]),

{\displaystyle B} — коэффициент объёмного расширения (для пересчёта объёма жидкости из поверхностных в пластовые условия),

{\displaystyle R_{k}} — радиус контура питания (воронки депрессии) [м], то есть расстояние от скважины до зоны пласта, где давление полагается постоянным и равным текущему пластовому давлению (примерно половина расстояния между скважинами),

{\displaystyle r_{c}} — радиус скважины по долоту в интервале вскрытия пласта [м].

### Фактическая продуктивность несовершенной скважины
Для несовершенной скважины уравнение Дюпюи принимает следующий вид:

{\displaystyle \eta ={\frac {kh}{\mu B}}\cdot {\frac {2\pi }{\mathrm {ln} \left({\frac {R_{k}}{r_{c}}}\right)+S}}}

где {\displaystyle \eta } — фактическая продуктивность несовершенной скважины,
{\displaystyle S} — скин-фактор.